# مالفیسنت (فیلم)
مالفیسنت (به انگلیسی: Maleficent) فیلمی آمریکایی در ژانر فانتزی تاریک، محصول سال ۲۰۱۴ می‌باشد که کارگردانی آن را رابرت اشترمبرگ و نویسندگی آن را لیندا وولورتون به عهده گرفته‌است. آنجلینا جولی در نقش شخصیت مالیفیسنت این افسانه ظاهر شده‌است. در این فیلم که بازسازی پویانمایی سال ۱۹۵۹ والت دیزنی به نام زیبای خفته می‌باشد بیشتر داستان حول محور نقش متضاد زیبای خفته یعنی پلید می‌چرخد.
آغاز فیلمبرداری این پروژه در ۱۸ ژوئن ۲۰۱۲ کلید خورد و ۲۸ مه ۲۰۱۴ برای اکران در بریتانیا و دو روز بعد در آمریکا زمان‌بندی شد.
این فیلم با هزینه ای معادل ۱۸۰ میلیون دلار فروشی معادل ۵'۷۵۸ میلیون دلار داشت و یک موفقیت تجاری عظیم نام گرفت. همچنین این فیلم توانست چهارمین فیلم پرفروش سال نام بگیرد و تا کنون پرفروش‌ترین فیلمی محسوب می‌شود که آنجلینا جولی در آن هنرنمایی کرده‌است. از نکات قابل توجه فیلم، می‌توان به حضور فرزند آنجلینا جولی در نقش پرنسس آرورا ی جوان اشاره کرد.

## داستان
شیطان یا پلید (Maleficent) دختری است که در یک خلنگ زار گسترده و زیبا به همراه پری‌ ها و موجوداتی عجیب زندگی می‌کند. خلنگ زاری که در مجاورت قلمرو انسان هاست. وی دارای قلبی پاک و مهربان است…
روزی نگهبانهای خلنگ زار به او خبر می‌دهند که دزدی کوچک جواهری را از دریاچه دزدیده و آن را پس نمی‌دهد.
مالیفیسنت پیش دزد یا همان اِستِفان (Estefan) می‌رود و با زبانی نرم او را رام کرده و با او دوست می‌شود و به دوستی او هم اطمینان پیدا می‌کند زیرا زمانی که استفان با مالیفیسنت دست می‌دهد و به علت حساسیت مالیفیسنت به فلز (حلقهٔ دست استفان) دست مالیفیسنت می‌سوزد، استفان بسیار ناراحت شده و بلافاصله، با اینکه کودک فقیری هم بود، تنها جواهرش یعنی انگشتر خویش را به آب دریاچه می‌اندازد.
در آن روز استفان به مالیفیسنت گفت که مادر و پدرش مرده‌اند و خود وی نیز بسیار فقیر بوده و در انبار غله زندگی می‌کند اما علاقه ای فراوان به پادشاه شدن و زندگی در قصر دارد.
سال‌ها بعد مالیفیسنت چون قوی‌ترین پری خلنگ زار بود ادارهٔ آن را بر دست گرفته و ملکهٔ آنجا می‌شود. اما با طمع انسان‌ها به سرزمین جادو (مورز) شرایط آبستن حوادث مختلف است…

## بازیگران
- آنجلینا جولی در نقش مالیفیسنت
  - الا پورنل و ایزابل مولوی در نقش کودکی مالفیسنت
- ال فانینگ در نقش پرنسس آورورا، زیبای خفته
  - ویوین جولی-پیت (فرزند بیولوژیکی برد پیت و آنجلینا جولی) و النور ورینگتون کاکس در نقش کودکی پرنسس اورورا
- شارلتو کوپلی در نقش پادشاه استفان
  - توبی رگبو و مایکل هیگینز در نقش جوانی استفان
- سم رایلی در نقش دیاوال (محرم اسرار مالیفیسنت و کلاغی دگرچهره کننده)
- برنتون توایتز در نقش فیلیپ (پرنس جوانی که وقتی پا به جنگل گذاشت عاشق پرنسس اورورا شد)
- لسلی منویل در نقش فلیتل
- ایملدا استنتون در نقش ناتگراس
- جونو تیمپل در نقش تیستلویت
- کنت کرانام در نقش پادشاه هنری، شاهی که قصد فتح مورس را داشت.
- هنا نیو در نقش ملکه لیا، همسر شاه استفان و دختر شاه هنری.

## تولید

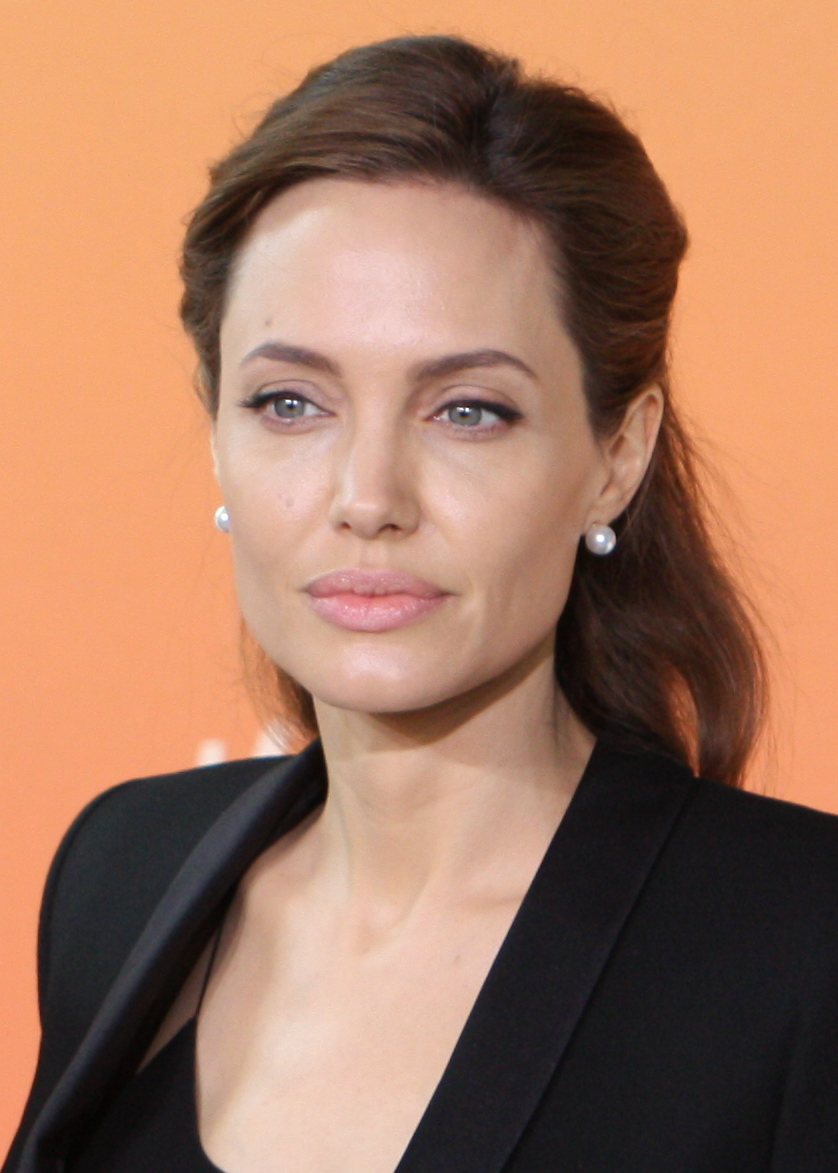
آنجلینا جولی

آنجلینا جولی از مه ۲۰۱۱ توجه‌اش به این پروژه جلب شد زمانی که لیندا وولورتون مأموریت نوشتن فیلمنامه را بهعده گرفت و تیم برتون به‌صورت آزمایشی نه کامل شروع به کارگردانی کرد. در ژانویه ۲۰۱۲ دیزنی اعلام کرد طراح تولید فیلم‌هایی چون آلیس در سرزمین عجایب و از بزرگ و قدرتمند یعنی رابرت استرومبرگ کارگردانی را به دست گرفته. ریچارد دی زانوک در همان سال اعلام آمادگی برای تهیه‌کنندگی فیلم را اعلام کرد اما بعد فوت او جو راث گفت فیلم ارزش ساخته شدن ندارد اگه آنجلینا جولی نقش اصلی را بازی نکند. «به نظر می‌رسد که تنها جولی مناسب این نقش می‌باشد در غیر این‌صورت دلیلی برای ساخت فیلم وجود ندارد.»

## فیلمبرداری
با بودجه‌ای حدود ۱۲۰ الی ۱۳۰ میلیون دلار فیلمبرداری اصلی در ۱۸ ژون ۲۰۱۲ در لندن با تصویری از جولی در نقش پلید آغاز شد.
پیش تولید فیلم در ۵ اکتبر ۲۰۱۲ آغاز شد و محل فیلمبرداری در دشت‌های شهرستان باکینگهام‌شر انگلستان اعلام شد.

## مالفیسنت: سردسته اهریمنان
قسمت دوم این فیلم که ادامهٔ این داستان است با نام مالفیسنت: سردسته اهریمنان در ۱۸ اکتبر ۲۰۱۹ اکران شد.